# WOWOW FILMS
『WOWOW FILMS』（ワウワウ フィルムズ）は、WOWOWが2007年に立ち上げた劇場用映画製作レーベル。
2011年のテレビ放送の完全デジタル化に向けたオリジナルコンテンツ充実の一環である。これまで2007年以前にも出資しという形で映画製作に参加することはあったが、テレビ局として独自に映画作品を企画・製作するのはこれが初めてである。
第一弾は豊川悦司主演の『犯人に告ぐ』。2007年10月27日の劇場公開の約4か月前である6月24日に、加入者向けの先行公開として劇場公開に先駆けてテレビ放送をしている。

## 製作作品
| 公開年 | 公開日   | タイトル                                                | 監督       | 主な出演者                                                                                 | 備考                                                                                        |
| ------ | -------- | ------------------------------------------------------- | ---------- | ------------------------------------------------------------------------------------------ | ------------------------------------------------------------------------------------------- |
| 2007年 | 10月27日 | 犯人に告ぐ                                              | 瀧本智行   | 豊川悦司、石橋凌、小澤征悦                                                                 |                                                                                             |
| 2008年 | 7月26日  | きみの友だち                                            | 廣木隆一   | 石橋杏奈、北浦愛、吉高由里子                                                               |                                                                                             |
| 2008年 | 11月1日  | その日のまえに                                          | 大林宣彦   | 南原清隆、永作博美                                                                         |                                                                                             |
| 2010年 | 2月20日  | パレード                                                | 行定勲     | 藤原竜也、香里奈、小出恵介、貫地谷しほり、林遣都                                           |                                                                                             |
| 2010年 | 4月24日  | 武士道シックスティーン                                  | 古厩智之   | 成海璃子、北乃きい                                                                         |                                                                                             |
| 2011年 | 1月29日  | 白夜行                                                  | 深川栄洋   | 堀北真希、高良健吾                                                                         |                                                                                             |
| 2011年 | 2月5日   | 毎日かあさん                                            | 小林聖太郎 | 小泉今日子、永瀬正敏                                                                       |                                                                                             |
| 2011年 | 5月28日  | マイ・バック・ページ                                    | 山下敦弘   | 妻夫木聡、松山ケンイチ                                                                     |                                                                                             |
| 2012年 | 7月14日  | ヘルタースケルター                                      | 蜷川実花   | 沢尻エリカ、大森南朋、寺島しのぶ                                                           |                                                                                             |
| 2013年 | 3月2日   | すーちゃん まいちゃん さわ子さん                        | 御法川修   | 柴咲コウ、真木よう子、寺島しのぶ                                                           |                                                                                             |
| 2013年 | 11月9日  | 四十九日のレシピ                                        | タナダユキ | 永作博美、石橋蓮司、岡田将生、二階堂ふみ、原田泰造                                         |                                                                                             |
| 2014年 | 3月1日   | 家路                                                    | 久保田直   | 松山ケンイチ、田中裕子、内野聖陽                                                           |                                                                                             |
| 2014年 | 7月26日  | 2つ目の窓                                               | 河瀬直美   | 村上虹郎、吉永淳、杉本哲太                                                                 |                                                                                             |
| 2015年 | 1月31日  | マエストロ!                                             | 小林聖太郎 | 松坂桃李、miwa、西田敏行                                                                   |                                                                                             |
| 2015年 | 2月14日  | 娚の一生                                                | 廣木隆一   | 榮倉奈々、豊川悦司                                                                         |                                                                                             |
| 2015年 | 6月6日   | 予告犯                                                  | 中村義洋   | 生田斗真、戸田恵梨香、鈴木亮平、濱田岳、荒川良々                                           | WOWOWオリジナルドラマ連動作品                                                               |
| 2015年 | 6月20日  | 愛を積むひと                                            | 朝原雄三   | 佐藤浩市、樋口可南子、北川景子、柄本明                                                     |                                                                                             |
| 2015年 | 10月1日  | 岸辺の旅                                                | 黒沢清     | 深津絵里、浅野忠信                                                                         |                                                                                             |
| 2015年 | 11月7日  | 劇場版 MOZU                                             | 羽住英一郎 | 西島秀俊、香川照之、真木よう子                                                             | WOWOWオリジナルドラマ連動作品                                                               |
| 2016年 | 8月6日   | 秘密 THE TOP SECRET                                     | 大友啓史   | 生田斗真、岡田将生、松坂桃李、吉川晃司、椎名桔平、大森南朋                                 | 開局25周年記念企画                                                                          |
| 2016年 | 10月15日 | ダゲレオタイプの女                                      | 黒沢清     | タハール・ラヒム、コンスタンス・ルソー                                                     | フランス、ベルギー、日本合作                                                                |
| 2016年 | 11月12日 | ミュージアム                                            | 大友啓史   | 小栗旬、妻夫木聡、尾野真千子、野村周平、松重豊                                             | 開局25周年記念企画                                                                          |
| 2017年 | 9月9日   | 散歩する侵略者                                          | 黒沢清     | 長澤まさみ、松田龍平、長谷川博己、高杉真宙、恒松祐里                                       |                                                                                             |
| 2017年 | 11月11日 | 予兆 散歩する侵略者 劇場版                              | 黒沢清     | 夏帆、染谷将太、東出昌大                                                                   | WOWOWで放送された、映画『散歩する侵略者』の全5話のスピンオフドラマを140分に再編集した劇場版 |
| 2018年 | 5月25日  | 友罪                                                    | 瀬々敬久   | 生田斗真、瑛太、夏帆、山本美月、富田靖子、光石研、佐藤浩市                                 |                                                                                             |
| 2018年 | 9月7日   | 泣き虫しょったんの奇跡                                  | 豊田利晃   | 松田龍平、野田洋次郎、永山絢斗、染谷将太、妻夫木聡、松たか子、イッセー尾形、小林薫、國村隼 |                                                                                             |
| 2018年 | 10月12日 | 音量を上げろタコ!なに歌ってんのか全然わかんねぇんだよ!! | 三木聡     | 阿部サダヲ、吉岡里帆、千葉雄大、麻生久美子                                                 |                                                                                             |
| 2020年 | 10月30日 | 罪の声                                                  | 土井裕泰   | 小栗旬、星野源、市川実日子、宇崎竜童、火野正平、松重豊                                     |                                                                                             |
| 2021年 | 3月5日   | 太陽は動かない                                          | 羽住英一郎 | 藤原竜也、竹内涼真、ハン・ヒョジュ、ピョン・ヨハン、市原隼人、佐藤浩市                     | WOWOWオリジナルドラマ連動作品 新型コロナウイルス感染拡大防止のため公開延期                  |

## 主な製作参加作品
- リング
- バトル・ロワイアル (映画)
- リリイ・シュシュのすべて
- 黄泉がえり
- バトル・ロワイアルII 鎮魂歌
- 大停電の夜に
- どろろ (映画)
- さくらん
- 人のセックスを笑うな
- 百万円と苦虫女
- アキレスと亀
- ウルトラミラクルラブストーリー
- ソラニン
- ノルウェイの森 (映画)
- アントキノイノチ
- 桐島、部活やめるってよ
- 天地明察
- のぼうの城
- 任侠ヘルパー
- 図書館戦争 (実写作品)
- 映画 ビリギャル
- 日本のいちばん長い日
- 図書館戦争-THE LAST MISSION-
- アイアムアヒーロー
- 64（ロクヨン）
- 後妻業の女
- 追憶 (2017年の映画)
- ちょっと今から仕事やめてくる
- 22年目の告白 -私が殺人犯です-
- 忍びの国
- 関ヶ原 (映画)
- 孤狼の血
- AI崩壊

## WOWOW FILMS NEWS
『WOWOW FILMS NEWS』は、2008年に放送されたWOWOW FILMSでの製作作品や製作参加作品を紹介するミニ番組である。各番組の合間に無料で放送されていた。
第二弾の『きみの友だち』の公開を控えた6月より放送され、第三弾の『その日のまえに』が公開された11月の間まで放送され、以後は放送されていない。